# Lost Souls in Desert
Lost Souls in Desert ist eine deutsche Hard-Rock-Band aus Villingen-Schwenningen. Die Band wurde im Mai 2005 von den vier Freunden Philipp Seng, Dirk Fricker, Marc Schwörer und Andreas Preißler gegründet. Sie stammten alle aus Nebenprojekten. So stammte z. B. Marc Schwörer und Dirk Fricker aus der Band Traumfänger, Schlagzeuger Andreas Preißler aus der Band Bucks Be Gone und Philipp Seng aus der Band Helios Preach.

## Stil
Lost Souls in Desert nutzt Einflüsse von Größen wie Nickelback und Black Sabbath. Am 5. September 2005 nahm die Band ihre erste 4-Track-Promo-CD auf. Die erste LP Rise entstand in den Jahren 2006 und 2007 und erschien im September 2008 bei Bellaphon Records. Im März 2010 erschien das zweite Album Vicious Circle ebenfalls bei Bellaphon.

## Diskografie
- 2008: Rise (Album, Bellaphon Records)
- 2010: Vicious Circle (Album, Bellaphon Records)